# Leopold Wohlrab
Leopold Wohlrab (22 de março de 1912 - 5 de janeiro de 1981) foi um handebolista de campo austríaco, medalhista olímpico.
Fez parte do elenco vice-campeão olímpico de handebol de campo nas Olimpíadas de Berlim de 1936, atuando em três partidas.